# Jiří Eduard Krejčí
Jiří Eduard Krejčí (18. března 1911 Rousměrov – 5. července 1999 Místek) byl český římskatolický kněz, člen Kongregace bratří těšitelů z Gethseman.

## Život
Od roku 1935 působil v tzv. Cyrilometodějské smírné kapli v Jeruzalémě, kde také studoval bohosloví. Odtud nastoupil do československé zahraniční armády. Po skončení druhé světové války se dostal do Brna, kde dostudoval teologii. P. Jiří Krejčí slavil v Jundrově, svém tehdejším působišti, v roce 1949 slavnostní první mši svatou – primici – s jejíž přípravou pomáhali jundrovští občané (jinou primici měl ještě ve svém rodišti). Primice se odehrála v parčíku za tehdy zhruba dostavěnou kaplí Božského Srdce Páně.
V duchovní správě poté působil až do roku 1950 při kostele Panny Marie Vítězné v Praze na Malé Straně, který tehdy těšitelská kongregace spravovala. Roku 1950 byl jakožto řeholník internován. Prošel internací v Broumově, Oseku u Duchcova, a nakonec v Králíkách, odkud byl v roce 1955 propuštěn na svobodu. Nějakou dobu pak pracoval na severní Moravě jako lesní dělník. Později nastoupil jako údržbář do Ústavu sociální péče na zámečku v Podlesí u Nového Bydžova (královéhradecká diecéze, na území farnosti Ohnišťany). Oficiálně zde byl jako civilní zaměstnanec, bylo mu však dovoleno vedle toho také sloužit bohoslužby pro komunitu řeholních sester, která zajišťovala péči o chovance ústavu. Po roce 1989 vypomáhal v duchovní správě na Klokotech u Tábora v českobudějovické diecézi. V roce 1990 utrpěl vážný úraz a po zbytek života sloužil jako duchovní správce v komunitě sester boromejek v Místku. Pohřben na hřbitově v Borech u Velkého Meziříčí.